# Jaracatiá
Jaracatiá (Jacaratia spinosa (Aubli) A. DC.) é uma árvore neotropical da família Caricaceae), a mesma família do mamoeiro. Originária da Mata Atlântica, a distribuição do jaracatiá abrange os estados desde Minas Gerais ao Rio Grande do Sul.
Outros nomes populares: Mamoeiro-bravo, Mamoeiro-do-mato, Mamãozinho, Mamuí.
Sinonímia botânica: Carica dodecaphylla Vell., Jaracatia spinosa (Aubl.) A. D

## Características
O jaracatiazeiro é uma árvore nativa das matas da região Centro-Sul e Norte do Brasil e não é cultivada comercialmente.
O jaracatiá ocorre também no Paraguai, Bolivia, Peru, Equador, Panamá, Nicarágua, Guiana, Guiana Francesa e Suriname.
Pode atingir 20 metros de altura e o seu tronco não é lenhoso, à semelhança dos mamoeiros comerciais. 
As folhas são divididas em 8 lóbulos, verdes, brilhantes, bordas lisas e os seus pecíolos são longos. 
As flores femininas e masculinas são formadas separadamente nas inflorescências e emitidas nas axilas foliares com os ramos.

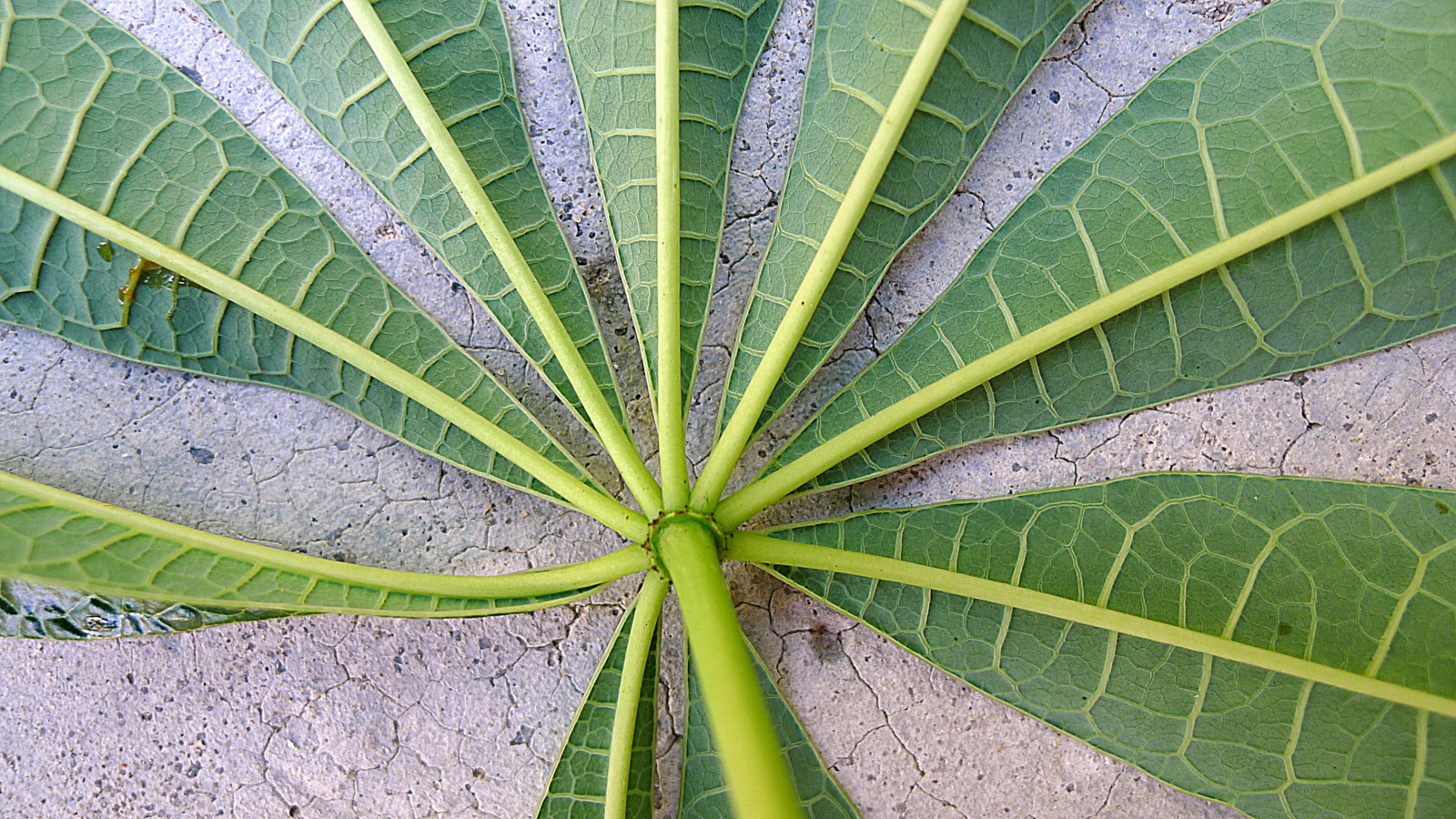
Detalhe da folha.

Seus frutos são ovalados ou piriformes, lactescentes e, ao amadurecerem, tornam-se amarelos a alaranjados. São semelhantes em forma e cor ao mamão papaya, mas seu sabor é algo entre o maracujá e a manga. O tronco e as frutas contêm um leite como o mamão. Tal leite é presente mesmo nos frutos maduros e pode queimar a língua e lábios de pessoas mais sensíveis, quando consumidos in natura.
A propagação pode ser feita por sementes e por enraizamento de estacas dos ramos. 
A frutificação ocorre após 2 a 5 anos após plantio.

## Usos

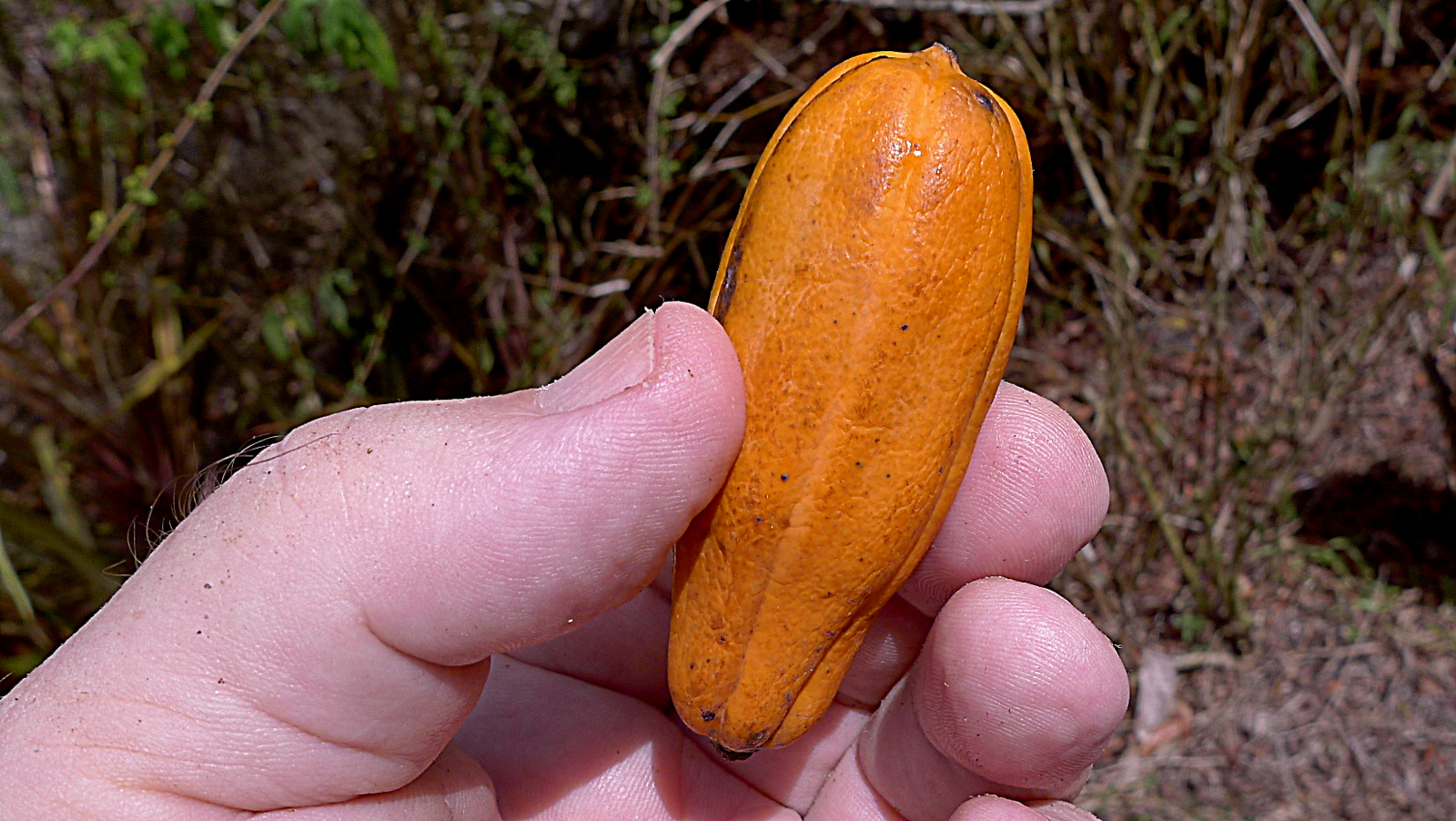
Fruto do Jaracatiá.

Os frutos bem maduros são comestíveis ao natural e os frutos verdes e o tronco podem ser usados no preparo de doces. A extração total ou parcial do tronco do jaracatiá para o preparo de doce contribuiu para o quase desaparecimento dessa espécie no interior do Brasil. Por isso atualmente poucas pessoas conhecem a árvore e seus frutos.